# Slicher (geslacht)

Geslachtswapen adellijke familie Slicher (1827)

Slicher is een Nederlands geslacht waarvan een lid in 1815 in de Nederlandse adel en een nakomeling van de laatste in 1841 in de adel van Hannover werd opgenomen. De familie werd in 1923 in het Nederland's Patriciaat opgenomen.

## Geschiedenis
De stamreeks begint met Godert Schleicher (Schlycher), een messengieter te Aken die daar in 1569 overleed. Zijn zoon Anthony (1558-1623) vestigde zich omstreeks 1598 in Amsterdam. Zijn kleinzoon, mr. Wichboldt (1627-1718) werd bestuurder en er zouden er nog velen hem in bestuursfuncties volgen.
De Haagse burgemeester mr. Jan Slicher (1745-1815) werd in 1815 verheven in de Nederlandse adel. Zijn zoon Jacob (1780-1837) kreeg in 1827 de titel van baron (op te vatten als verleend bij eerstgeboorte). Diens zoon Ludwig Johann kreeg in 1841 van koning Ernst August I van Hannover het recht de titel van Freiherr met overgang bij eerstgeboorte te voeren. Met de laatste stierf ook de adellijke tak van dit geslacht uit.

## Enkele telgen
Wichboldt Slicher, heer van Westerbeek (Loosduinen) 1689- (door koop) (1627-1718), onder andere gedeputeerde in de Staten van Holland, ontvanger-generaal van de Admiraliteit van Amsterdam
- Elbert Slicher (1652-1717), ontvanger van invoerrechten en accijnzen te Amsterdam
  - Jan Baptista Slicher (1689-1766), burgemeester van Amsterdam
- Antonis Slicher (1655-1745), raadsheer bij het Hof van Holland
  - Hieronymus Slicher (1689-1755), secretaris van het Hof van Holland
    - Wigbold Slicher (1714-1790), raadsheer en president van het Hof van Holland
      - Anna Catharina Slicher (1739-1827), letterkundige
      - jhr. mr. Jan Slicher (1745-1815), burgemeester van Den Haag en lid Staten-Generaal; in 1815 verheven in de Nederlandse adel
        - Maria Henrietta Slicher (1772-1796); trouwde in 1794 jhr. Gerlag Jan Herbert van der Heim (1761-1822), onder andere burgemeester van 's-Gravenhage
        - Jacob baron Slicher (1780-1837), luitenant, kamerheer van Jérôme Bonaparte, koning van Westfalen; kreeg in 1827 de titel van baron (op te vatten als verleend bij eerstgeboorte)
          - Ludwig Johann baron (Hannovers Freiherr von) Slicher (1809-1896), generaal-majoor titulair in Hannoverse dienst, vleugel-adjudant van de Hannoverse koningen Ernst August I van Hannover en George V van Hannover; kreeg in 1841 van koning Ernst August I van Hannover de titel van Freiherr met overgang bij eerstgeboorte; laatste telg van de adellijke tak
          - jkvr. Jeannette Slicher (1812-1895), hofdame van Marie van Saksen-Altenburg, koningin van Hannover; trouwde in 1835 met Ernst Ludwig Georg Adam Freiherr Knigge (1806-1880), opperkamerheer van koning George V van Hannover

      - mr. Raimond Slicher (1752-1807), onder andere secretaris van het Hof van Holland
      - mr. Wigbolt Slicher (1755-1834), ontvanger der convooien en licenten te Amsterdam

    - Elizabeth Aletta Slicher (1727-1769); trouwde in 1749 met mr. Nicolaas van der Dussen, heer van Oost-Barendrecht (1718-1770), schepen en raad van Dordrecht, lid van de familie Van der Dussen
    - Kornelia Petronella Slicher (1729-1756); trouwde in 1753 met mr. Diederik Johan des H.R. Rijksgraaf van Hogendorp (1731-1789), secretaris van Amsterdam
    - Helena Slicher (1737-1776); trouwde in 1759 met mr. Aelbrecht van Slingelandt (1732-1801), secretaris van Amsterdam

  - Jacob Slicher (1693-1736), burgemeester van Gouda
    - Elizabeth Slicher (1715-1785); trouwde in 1763 met Jacques Imbert de Martinez (1718-1777), generaal-majoor
    - Jan Jacob Slicher ((1716-1743), dispensier te Hougly, VOC in Bengalen
      - Jan Jacob Slicher (1741-1806), burgemeester van Gouda
        - Louis Elisabeth Wilhelmine Slicher (1768-1797; trouwde in 1796 met Gerard Carel Coenraad Vatebender (1758-1822), rector van de Latijnse School te Gouda
        - mr. Jan Jacob Hendrik Slicher (1770-1814), secretaris van Zevenhuizen
        - Johanna adriana Slicher (1771-1847); trouwde in 1798 met dr. Jan Pieter Kemper (1761-1838), burgemeester van Gouda
        - Nicolaas Lodewijk Ernst Slicher (1775-1819), lid Algemene Rekenkamer
          - Sophie Marie Ernestine Slicher (1803-1869); trouwde in 1830 met Jean Jacques Granpré Molière (1799-1870), koopman en reder, lid provinciale staten van Noord-Holland

        - Adriaan Casper Cornelis Slicher (1776-1808), burgemeester van Middelburg; trouwde in 1799 met Wilhelmina Carolina van den Brande, vrouwe van Westhoven, Domburg en Bath (1779-1826)
          - Johanna Jacoba Maria Slicher (1800-1851), hofdame van de koningin; trouwde in 1824 met jhr. mr. Albert Willem Laurens Martinus Heldewier (1791-1870), zaakgelastigde van Nederland bij het hof van Sardinië te Turijn
          - mr. Jan Jacob Slicher, heer van Domburg (1802-1880), lid provinciale staten van Zeeland, lid Tweede Kamer
            - Wilhelmine Caroline Slicher (1839-1871); trouwde in 1865 met Emile Jacques Yvon Marie (vanaf 1896:) baron de Borchgrave (1837-1917), Belgisch ambassadeur en auteur van geschiedkundige werken
            - Wilhelmina Adriana Theodora Slicher, vrouwe van Domburg (1841-1926); trouwde in 1864 met mr. Frederik Jan Willem Floris baron van Pallandt, heer van Westervoort (1832-1887), legatiesecretaris te Wenen

          - Jacob Hendrik Slicher (1804-1842)
            - Pieter Hendrik Albert Slicher (1833-1899)
              - Jacob Hendrik Slicher (1863-1938), burgemeester van Leimuiden en Zoeterwoude

            - Johanna Jacoba Slicher (1835-1902); trouwde in 1858 met mr. Jacobus Johannes de Reus (1829-1893), president van de rechtbank te Dordrecht

          - Willem Anthony Slicher, heer van Bath (1806-1880), legerofficier
            - Adriaan Pieter Slicher, heer van Bath (1838-1933), lid gemeenteraad van Aalten
              - Willem Antonie Slicher (1881-1968), kapitein der infanterie
                - Bernard Hendrik Slicher, heer van Bath (1910-2004), historicus

    - Johanna Maria Slicher (1727-1752); trouwde in 1752 mr. Joan Carel van Cattenburch, heer van Grijpskerke en Poppendamme (1730-1797), schepen van Hoorn

  - mr. Wigbold Slicher (1694-1744), administrateur VOC Batavia, burgemeester Wageningen, lid Staten Generaal
    - mr. Anthony Slicher (1721-1794), onder andere raad, schepen en burgemeester van Haarlem
    - Elizabeth Anna Slicher (1726-1766); trouwde in 1746 met mr. Cornelis Ascanius van Sypesteyn, heer van Moermont, Kenesse en Noordwelle (1723-1783), onder andere raad, schout en burgemeester van Haarlem, lid van de familie Van Sypesteyn

  - mr. Jan Slicher (1696-1745), schepen en raad van Haarlem
- mr. Johannes Slicher (1658-1738), burgemeester van Delft
- mr. Wigbold Slicher (1659-1730), schout in Amsterdam, directeur van de Sociëteit van Suriname
  - mr. Wigbolt Slicher (1692-1722), schepen en hoofdofficier van Amsterdam, eigenaar van de buitenplaats Huis te Manpad
  - Wigbold Slicher (1694-1744), administrateur VOC Batavia, burgemeester van Wageningen, lid van de Staten Generaal
  - Willem Slicher (1699-1769), hoogheemraad van de Zeedijk beoosten Muiden
- mr. Dirk Slicher (1665-1729), ontvanger-generaal van de Admiraliteit te Amsterdam

Geslachten die opgenomen zijn in het sinds 1910 verschijnende genealogische naslagwerk Nederland's Patriciaat. Lijst volgens opgave van het CBG Centrum voor familiegeschiedenis.
A · B · C · D · E · F · G · H · I · J · K · L · M · N · O · P · Q · R · S · T · U · V · W · Y · Z